# Camponotus orinus
Camponotus orinus é uma espécie de inseto do gênero Camponotus, pertencente à família Formicidae.